# Чиргино
 Чиргино  — деревня в Глазовском районе Удмуртии в составе  сельского поселения Куреговское.

## География
Находится на расстоянии примерно 21 км на восток по прямой от центра района города Глазов. 

## История
Известна с 1873 года как починок Над речкой Варыш или Чирейко, где дворов 12 и жителей 175, в 1905 (Над речкой Варышем или Чиргино) 65 и 393, в 1924 53 и 449 (все удмурты). По другим данным первое обнаруженное письменное упоминание о деревне относится к 1800 году.

## Население
Постоянное население  составляло 143 человека (удмурты 88%) в 2002 году, 110 в 2012.